# Softly (альбом Тацуро Ямаситы)
| Оценки критиков | Оценки критиков |
| Источник        | Оценка          |
| --------------- | --------------- |
| Pitchfork       | 7,4/10          |

Softly — четырнадцатый студийный альбом японского музыканта Тацуро Ямаситы, выпущенный 22 июня 2022 года.

## Об альбоме
Softly стал первым студийным альбомом Ямаситы за 11 лет после выпуска Ray of Hope в августе 2011 года. Песни «Hikari to Kimi e no Requiem», «Cheer Up! The Summer», «Reborn», «Mirai no Theme» и «Recipe» ранее выходили в качестве синглов. Композиции «Lehua, My Love» и «Shining from the Inside» использовались в рекламе. Название альбома выражает желание Ямаситы нежно и мягко завершить бурную эру музыкой.
31 марта 2022 года на YouTube-канале лейбла Warner Music Japan вышел видеоанонс, также был запущен сайт, посвящённый альбому. Запись вышла в четырёх изданиях: на компакт-диске, кассете, двух компакт-дисках и двух долгоиграющих пластинках.
Обложка альбома представляет собой портрет Ямаситы, написанный Мари Ямадзаки — японской мангакой, которая училась в Италии и получила образование в области масляной живописи и истории искусства. По её словам, она всегда мечтала создать портрет.

## Список композиций
Автор музыки и слов ко всем песням, кроме отмеченных, — Тацуро Ямасита.
| №                   | Название                                             | Текст песни         | Длительность |
| ------------------- | ---------------------------------------------------- | ------------------- | ------------ |
| 1.                  | «Phoenix» (フェニックス, версия 2021 года)           |                     | 1:01         |
| 2.                  | «Love’s on Fire»                                     |                     | 4:09         |
| 3.                  | «Mirai no Theme» (ミライのテーマ)                    |                     | 4:18         |
| 4.                  | «Recipe» (レシピ)                                    |                     | 3:38         |
| 5.                  | «Cheer Up! The Summer»                               |                     | 4:18         |
| 6.                  | «Jinriki Hikouki» (人力飛行機)                       |                     | 4:20         |
| 7.                  | «Uta no Kisha» (うたのきしゃ)                        |                     | 5:50         |
| 8.                  | «Shining from the Inside»                            | Нана Хатори         | 3:29         |
| 9.                  | «Lehua, My Love»                                     |                     | 5:12         |
| 10.                 | «Oppression Blues» (弾圧のブルース)                  |                     | 3:58         |
| 11.                 | «Composition» (コンポジション)                       |                     | 5:13         |
| 12.                 | «You» (ユー)                                         |                     | 4:34         |
| 13.                 | «Angel of the Light»                                 | Алан О’Дэй          | 4:15         |
| 14.                 | «Hikari to Kimi e no Requiem» (光と君へのレクイエム) |                     | 3:46         |
| 15.                 | «Reborn» (リボーン)                                  |                     | 6:03         |
| Общая длительность: | Общая длительность:                                  | Общая длительность: | 64:12        |

| №                   | Название                                  | Текст песни             | Музыка                  | Длительность |
| ------------------- | ----------------------------------------- | ----------------------- | ----------------------- | ------------ |
| 1.                  | «Turner no Kikansha» (ターナーの汽罐車)   |                         |                         | 5:47         |
| 2.                  | «Pocket Music» (ポケット・ミュージック)   |                         |                         | 5:52         |
| 3.                  | «Amaku Kiken na Kaori» (あまく危険な香り) |                         |                         | 4:34         |
| 4.                  | «Paper Doll»                              |                         |                         | 6:22         |
| 5.                  | «Parade» (パレード)                       |                         |                         | 4:17         |
| 6.                  | «Bella Notte»                             | Сонни Бёрк, Пегги Ли    | Сонни Бёрк, Пегги Ли    | 3:22         |
| 7.                  | «Have Yourself a Merry Little Christmas»  | Хью Мартин, Ральф Блейн | Хью Мартин, Ральф Блейн | 2:52         |
| Общая длительность: | Общая длительность:                       | Общая длительность:     | Общая длительность:     | 33:06        |

Виниловое издание
| №  | Название                                   | Длительность |
| -- | ------------------------------------------ | ------------ |
| 1. | «Phoenix» (フェニックス, версия 2021 года) | 1:01         |
| 2. | «Love’s on Fire»                           | 4:09         |
| 3. | «Mirai no Theme» (ミライのテーマ)          | 4:17         |
| 4. | «Recipe» (レシピ)                          | 3:37         |

| №  | Название                       | Длительность |
| -- | ------------------------------ | ------------ |
| 1. | «Cheer Up! The Summer»         | 4:17         |
| 2. | «Jinriki Hikouki» (人力飛行機) | 4:18         |
| 3. | «Uta no Kisha» (うたのきしゃ)  | 5:47         |

| №  | Название                            | Длительность |
| -- | ----------------------------------- | ------------ |
| 1. | «Shining from the Inside»           | 3:28         |
| 2. | «Lehua, My Love»                    | 5:11         |
| 3. | «Oppression Blues» (弾圧のブルース) | 3:56         |
| 4. | «Composition» (コンポジション)      | 3:56         |

| №  | Название                                             | Длительность |
| -- | ---------------------------------------------------- | ------------ |
| 1. | «You» (ユー)                                         | 4:33         |
| 2. | «Angel of the Light»                                 | 4:13         |
| 3. | «Hikari to Kimi e no Requiem» (光と君へのレクイエム) | 3:44         |
| 4. | «Reborn» (リボーン)                                  | 6:03         |

## Чарты
| Чарт (2022)                           | Высшая позиция |
| ------------------------------------- | -------------- |
| Japanese Albums (Oricon)              | 1              |
| Japanese Hot Albums (Billboard Japan) | 2              |

| Чарт (2022)              | Высшая позиция |
| ------------------------ | -------------- |
| Japanese Albums (Oricon) | 4              |